# Verdes Football Club
Maillots
Verdes FC (officiellement Verdes Football Club) est un club de football du Belize qui évolue dans la Belize Premier Football League. Il est basé à San Ignacio et son stade est le Norman Broaster Stadium (capacité: 2000).
Il a été champion de la ligue en 2008, et a ainsi pu participer à la Ligue des Champions de la CONCACAF 2008-2009. Il a été éliminé en ronde préliminaire.

## Palmarès
- Championnat du Belize de football
  - Champion (7) : 2008, 2015 (C), 2017 (A), 2019 (A), 2021 (A), 2022 (C) et 2023 (C)
  - Vice-champion (6) : 1996, 2006, 2009, 2015 (A), 2017 (C), 2018 (A)